# Якубов Мір Теймур Мір Алекпер-огли
Мір Теймур Мір Алекпер-огли Якубов (азерб. Mir Teymur Mir Ələkbər oğlu Yaqubov; 6 листопада 1904, Баку — 17 лютого 1970, Баку, тепер Азербайджан) — радянський та азербайджанський партійний і державний діяч, генерал-лейтенант. Член Центральної Ревізійної Комісії КПРС у 1952—1956 роках. Депутат Верховної ради Азербайджанської РСР. Депутат Верховної Ради СРСР 1—3-го скликань.

## Біографія
Народився 6 листопада 1904 року в Баку в родині моряка. У 1916 році закінчив чотирикласну міську російсько-татарську школу в місті Баку.
У травні 1919 — червні 1920 року — касир контори зразкової бані братів Алієвих у місті Баку.
У червні 1920 — вересні 1925 року — старший контролер комунального управління Бакинської ради. У 1923 році вступив до комсомолу.
У вересні 1925 — серпні 1926 року — відповідальний секретар організаційного відділу Бакинської ради.
У 1926 році закінчив вечірнє відділення Бакинського робітничого факультету. У вересні 1926 — липні 1930 року — студент землевпорядного факультету Московського межового інституту.
Член ВКП(б) з вересня 1927 року.
У серпні 1930 — травні 1933 року — аспірант Науково-дослідного радгоспного інституту Всесоюзної Академії сільськогосподарських наук імені Леніна.
У травні 1933 — вересні 1934 року — проректор з навчальної частини, завідувач кафедри Азербайджанської вищої комуністичної сільськогосподарської школи.
У вересні 1934 — березні 1936 року — інструктор сільськогосподарського відділу ЦК КП(б) Азербайджану з вищих навчальних закладів.
З березня по червень 1936 року викладав у Азербайджанській вищій комуністичній сільськогосподарській школі та у Бакинському землевпорядному технікумі.
У червні 1936 — березні 1938 року — 1-й секретар ЦК ЛКСМ Азербайджану.
У березні 1938 — квітні 1939 року — 3-й секретар ЦК КП(б) Азербайджану.
Одночасно 18 липня 1938 року постановою I-ї сесії Верховної ради Азербайджанської РСР I-го скликання Мір Теймур Якубов був призначений головою Верховної ради Азербайджанської РСР. Працював на цій посаді до 7 квітня 1941 року.
У квітні 1939 — березні 1941 року — секретар ЦК КП(б) Азербайджану з пропаганди і агітації.
Одночасно в березні 1940 — березні 1941 року — завідувач відділу пропаганди й агітації ЦК КП(б) Азербайджану.
6 березня 1941 — 25 травня 1950 року — народний комісар (міністр) внутрішніх справ Азербайджанської РСР, комісар державної безпеки III-го рангу, генерал-лейтенант.
У червні 1950 — березні 1952 року — 2-й секретар ЦК КП(б) Азербайджану.
У березні 1952 — квітні 1953 року — 1-й секретар Бакинського обласного комітету ЦК КП(б) (КП) Азербайджану.
6 квітня 1953 року, постановою IV-го пленуму ЦК КП Азербайджану, Мір Теймур Якубов був обраний 1-м секретарем ЦК КП Азербайджану і займав цю посаду до 12 лютого 1954 року.
З 1954 до 1956 року працював директором Хачмазького консервного заводу Азербайджанської РСР.
28 серпня 1956 року виключений із членів КПРС.
З 1957 року працював інженером проєктно-кошторисної групи республіканського тресту «Азпродбудівництво».
Помер 17 лютого 1970 року в місті Баку.

## Звання
- старший майор державної безпеки (29.03.1941)
- комісар державної безпеки (14.02.1943)
- комісар державної безпеки 3-го рангу (14.12.1944)
- генерал-лейтенант (9.07.1945)

## Нагороди
- Орден Леніна (27.04.1940) — «на відзнаку 20-ї річниці звільнення Азербайджану від ярма капіталізму та встановлення там радянської влади, за успіхи у розвитку нафтової промисловості, за досягнення у галузі підйому сільського господарства та зразкове виконання будівництва Самур-Дивічинського каналу»
- Два ордени Червоного Прапора (15.06.1943, 24.08.1949)
- Орден Трудового Червоного Прапора (25.02.1946)
- Орден Червоної Зірки (28.11.1941) — «за будівництво оборонних споруд»
- Три медалі
- Знак «Заслужений працівник НКВС» (24.04.1943)